# Punta Tre Amici
De Punta Tre Amici is een 3624 meter hoge berg in het westen van de Pennische Alpen De berg ligt op de grens van het Italiaanse provincies Verbania en Vercelli die beide tot de regio Piëmont behoren.
De berg ligt op de scheiding van het Valle Anzasca en het Valsesia in het oostelijke deel van het Monte Rosamassief. De Punta Tre Amici is sterk vergletsjerd. Ten oosten van de top liggen de Locciegletsjers, aan de zuidzijde de Vignegletsjer en ten slotte aan de noordzijde de Signalgletsjer. Op de top staat de berghut Rifugio Resegotti, een belangrijk rustpunt in de tocht van Alagna en Macugnaga naar de Punta Gnifetti (4554 m).
Vanaf de top heeft men naar het westen uitzicht op het Monte Rosamassief. De toppen die te zien zijn zijn van noord naar zuid Cima di Iazzi, Fillarhorn, Jägerhorn, Nordend, Dufourspitze, Zumsteinspitze, Signalkuppe, Parrotspitze, Ludwigshöhe, Corno Nero, Piramide Vincent en Punta Giordani.